# Pico Pinheiro

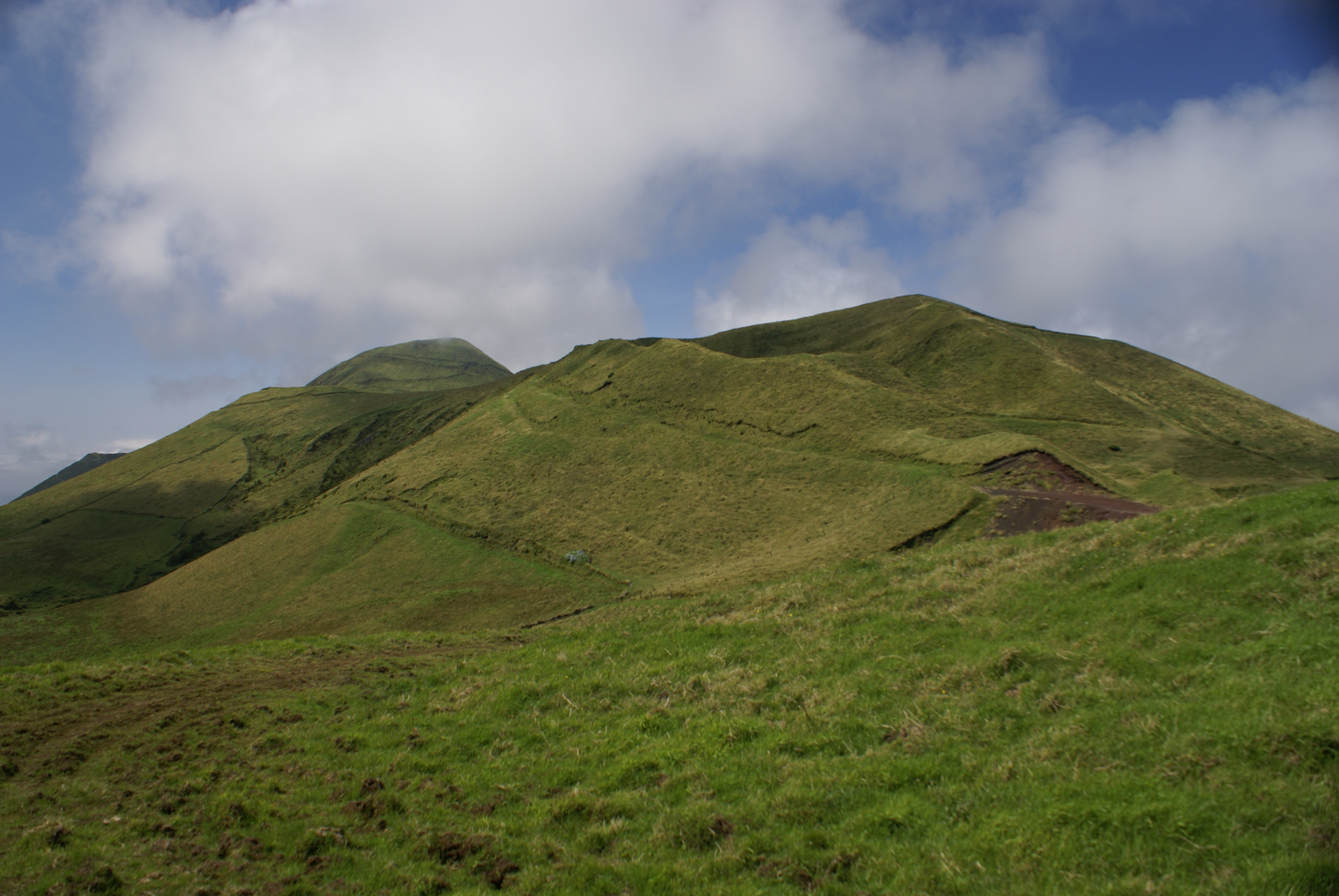
Pico Pinheiro.

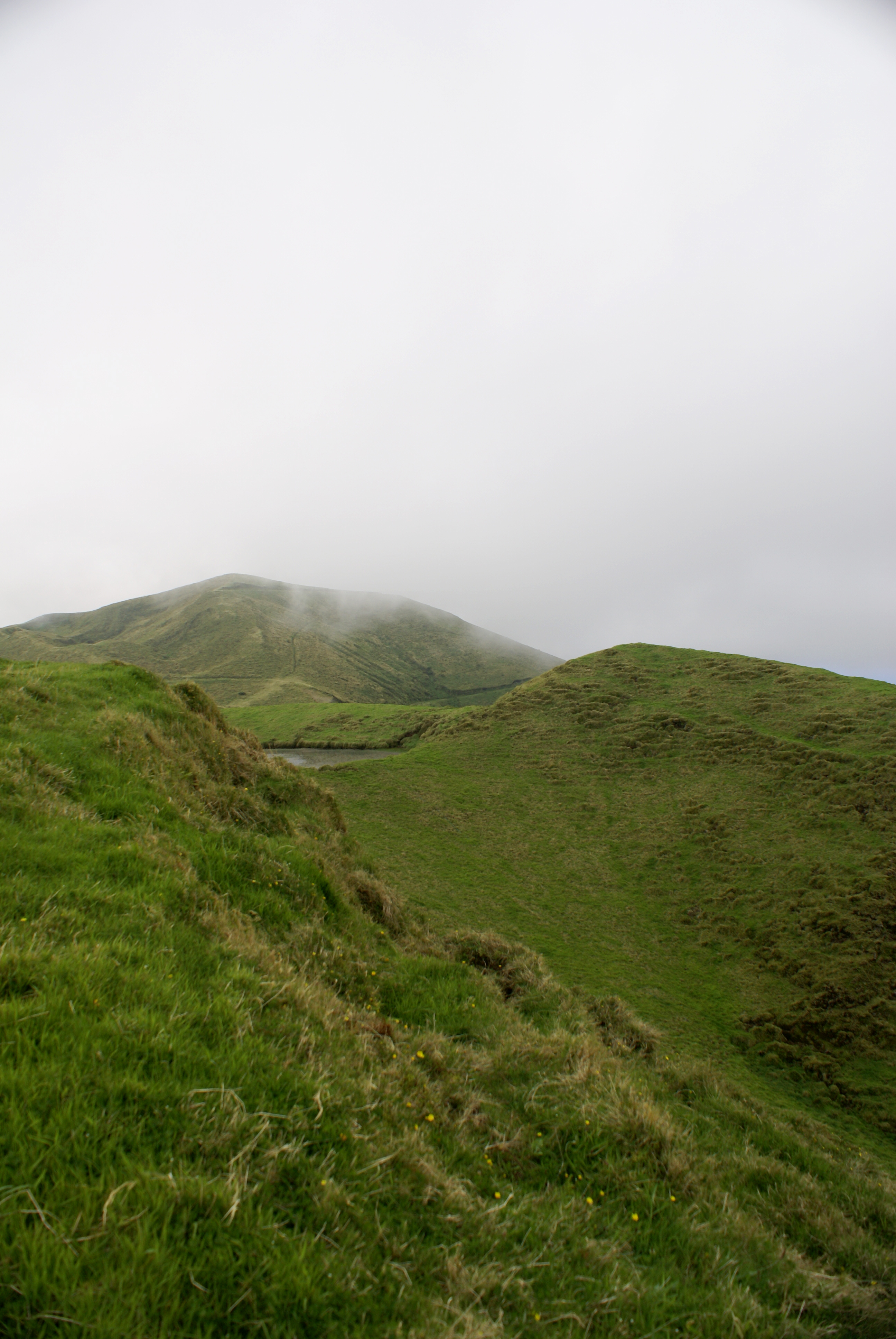
Pico Pinheiro metido nas brumas, vista parcial da lagoa.

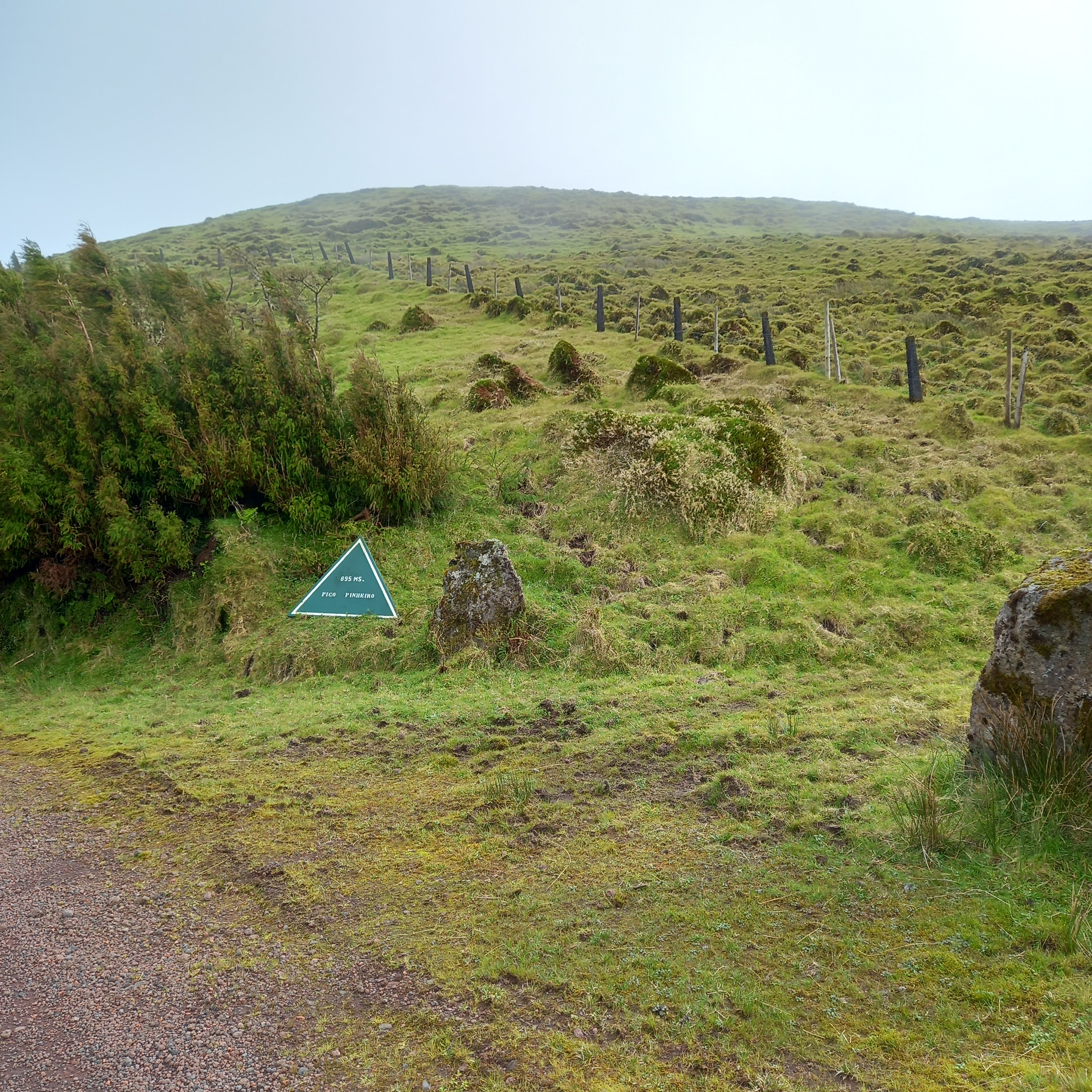
Pico Pinheiro

O Pico Pinheiro é uma elevação portuguesa localizada na freguesia açoriana do Norte Grande, concelho das Velas, ilha de São Jorge, arquipélago dos Açores.
Este acidente geológico encontra-se geograficamente localizado próximo do Norte Grande e encontra-se intimamente relacionado com maciço montanhoso central da ilha de são Jorge do qual faz parte.
Esta formação Geomorfológica encontra-se próxima ao Pico da Esperança, a elevação mais alta da ilha de São Jorge, ao Pico do Areeiro, ao Pico da Pedreira. Nas suas imediações nasce a Ribeira da Larga que Vai desaguar próxima da Fajã das Almas, na costa Sul da ilha.
Esta formação geológica localizada a 895 metros de altitude acima do nível do mar apresenta escorrimento pluvial para a costa marítima e deve na sua formação geológica a uma erupção com escorrimento lávico e piroclástico não muito antigo.
Dado que se trata de uma estrutura vulcânica que em termos geológicos se pode considerar geologicamente recente ainda não sofreu os naturais efeitos da erosão sobre a sua cratera que se encontra ocupada por uma lagoa de pequena dimensão. A Lagoa do Pico Pinheiro.